# Zerfallsbreite
Die Zerfallsbreite {\displaystyle \Gamma } ist eine besonders in der Kern- und Elementarteilchenphysik verwendete Messgröße, aus der die Lebensdauer kurzlebiger Teilchenzustände (Resonanzen) bestimmt werden kann. „Breite“ bezieht sich dabei auf die Halbwertsbreite des betreffenden Maximums (Peaks) in der graphisch dargestellten Anregungsfunktion (Wirkungsquerschnitt als Funktion der Schwerpunktsenergie). Die Breite zeigt somit direkt die Energieunschärfe des Zustands. Je geringer die (Zerfalls)-Breite eines Peaks, desto länger ist die Lebensdauer des entsprechenden Teilchenzustands und umgekehrt. Nach der Quantenmechanik kann ein instabiler Zustand grundsätzlich keine scharf definierte Energie haben; nur Zustände, die sich nicht verändern, können Eigenzustände zum Hamiltonoperator sein und damit festgelegte Energien haben.
Die Zerfallsbreite hat die Dimension einer Energie und wird z. B. in Elektronvolt angegeben.

## Zerfallskonstante und Lebensdauer
Nach dem Zerfallsgesetz gilt für eine Anzahl N gleicher, instabiler Teilchen
{\displaystyle -{\frac {\mathrm {d} N}{\mathrm {d} t}}=-{\dot {N}}=\lambda \cdot N,}
so dass zum Zeitpunkt t gilt:
{\displaystyle N(t)=N_{0}\cdot \mathrm {e} ^{-\lambda t}.}
mit
- der Anzahl {\displaystyle N_{0}} der Teilchen zum Zeitpunkt {\displaystyle t=0}
- der Zerfallskonstante λ (Zerfallswahrscheinlichkeit pro Zeitspanne). Die Dimension der Zerfallskonstante ist demnach die einer inversen Zeit, die übliche Einheit s−1. Der Kehrwert der Zerfallskonstante ist die Lebensdauer {\displaystyle \tau ={\tfrac {1}{\lambda }}}.

## Totale Zerfallsbreite
Die totale Zerfallsbreite {\displaystyle \Gamma } einer Resonanz, d. h. eines kurzlebigen Teilchens, kann bestimmt werden, indem man den gemessenen Wirkungsquerschnitt über der Schwerpunktsenergie aufträgt (Anregungsfunktion) und an die Messwerte eine Breit-Wigner-Kurve anpasst, zum Beispiel nach der Methode der kleinsten Quadrate  (Ausgleichsrechnung).
Nach einer der Formen der Energie-Zeit-Unschärferelation, wie sie aus der Streutheorie an einem Potentialtopf hervorgeht, ist die gemessene Energieunschärfe {\displaystyle \Gamma } proportional der Zerfallskonstante, also umgekehrt proportional der Lebensdauer:
{\displaystyle {\begin{aligned}\Gamma &=\hbar \cdot \lambda \\&=\hbar \cdot {\frac {1}{\tau }}\end{aligned}}}
mit der reduzierten Planck-Konstante {\displaystyle \hbar }.
Anschaulich formuliert: die Energie eines Zustandes ist umso schärfer festgelegt (bzw. seine Energie-Unschärfe umso kleiner), je länger seine Lebensdauer.
Die mittlere Lebensdauer eines Teilchenzustandes kann also aus der Messung seiner totalen Zerfallsbreite bestimmt werden. So entspricht 1 MeV einer Lebensdauer von 6,58·10−22 Sekunden, also einer Halbwertszeit von 4,56·10−22 Sekunden.

## Partielle Zerfallsbreite
In der Elementarteilchenphysik ist meist nur der Zerfall eines einzelnen Teilchens in verschiedene Endzustände mit jeweils unterschiedlichen Zerfallsprodukten interessant. Auch hier tritt eine der Lebensdauer entsprechende Unschärfe der frei werdenden Energie auf.
Da die meisten instabilen Teilchen in verschiedene Endzustände zerfallen können, definiert man für jeden Zerfallskanal i eine Partialbreite {\displaystyle \Gamma _{i}}. Die Summe aller Partialbreiten ist die oben beschriebene totale Zerfallsbreite:
{\displaystyle \Gamma =\Gamma _{\mathrm {tot} }=\sum _{i=1}^{n}\Gamma _{i}}.
Für sie gilt wie oben
{\displaystyle \Gamma ={\frac {\hbar }{\tau }}}
oder in natürlichen Einheiten ({\displaystyle \hbar =c=1})
{\displaystyle \Gamma ={\frac {1}{\tau }}}
Auch in der theoretischen Berechnung der Lebensdauer müssen alle möglichen Zerfallskanäle mit ihren Partialbreiten berücksichtigt werden. 
Der Anschaulichkeit zuliebe wird gelegentlich eine Partialbreite durch den Kehrwert der betreffenden partiellen Zerfallskonstante, also durch eine partielle mittlere Lebensdauer ausgedrückt. Diese ist aber eine fiktive, nicht beobachtbare Größe; der wirkliche Zerfall erfolgt immer entsprechend der totalen Zerfallskonstante.

## Verzweigungsverhältnis
Das Verzweigungsverhältnis (englisch: branching fraction oder branching ratio)
{\displaystyle B_{i}={\frac {\Gamma _{i}}{\Gamma }}}
beschreibt, mit welcher Wahrscheinlichkeit ein Teilchenzustand in einen bestimmten Endzustand zerfällt.
Beispielsweise zerfällt das positiv geladene Pion ({\displaystyle \pi ^{+}}) in 99,9877 Prozent aller Fälle in ein positiv geladenes Myon und das zugehörige Myon-Neutrino, und nur in 0,0123 Prozent der Fälle in ein Positron und ein Elektron-Neutrino. Hinzu kommen noch weitere Zerfallskanäle, die aber mit Verzweigungsverhältnissen in der Größenordnung 10−4 … 10−9 noch seltener auftreten. 

## Berechnung der Zerfallsbreite
Die partiellen Zerfallsbreiten können im Ruhesystem des zerfallenden Teilchens berechnet werden als:
{\displaystyle \mathrm {d} \Gamma ={\frac {1}{2m}}|{\mathcal {M}}|^{2}\mathrm {d} \Pi _{\mathrm {LIPS} }}
mit 
- der Masse {\displaystyle m} des Teilchens
- dem Matrixelement {\displaystyle {\mathcal {M}}} der Streumatrix des entsprechenden Prozesses
- dem Lorentz-invarianten Phasenraumfaktor (engl. Lorentz-invariant phase space (LIPS))[2] nach Fermis Goldener Regel

{\displaystyle \mathrm {d} \Pi _{\mathrm {LIPS} }=\prod _{j}{\frac {\mathrm {d} ^{3}{\vec {p}}_{j}}{(2\pi )^{3}}}{\frac {1}{2E_{j}}}(2\pi )^{4}\delta ^{(4)}\left(\sum _{j}p_{j}^{\mu }\right)}
- der Dimension eines Impulsquadrates
- dem Produkt {\displaystyle \prod _{j}} über alle Teilchen {\displaystyle j} im Endzustand
- ihren Energien {\displaystyle E_{j}}
- ihren Impulsen {\displaystyle p_{j}}.
- {\displaystyle \delta } der Delta-Funktion (Distribution)